# Паромов, Иклымберды Овезмурадович
Иклымберды Овезмурадович Паромов (туркм. Yklymberdi Paromow) — туркменский государственный деятель.

## Биография
Родился в 1965 году в генгешлике Сандыкгачи Тахта-Базарском районе Туркменской ССР.
В 1990 году окончил Туркменский государственный университет. По специальности — историк, учитель истории и обществоведения.
1990—1995 — учитель обществоведения Марыйского медицинского училища.
1995—1996 — сотрудник Комитета национальной безопасности Туркменистана.
25.11.1996 — 1998 — заместитель заведующего отделом органов военного управления Кабинета министров Туркменистана.
1998—2005 — заведующий спецчастью общего отдела Аппарата президента Туркменистана.
06.09.2005 — 25.01.2006 — первый заместитель министра иностранных дел Туркменистана.
25.01.2006 — 16.05.2006 — управляющий делами Аппарата президента Туркменистана.
16.05.2006 — 13.07.2007 — министр текстильной промышленности Туркменистана.
13.07.2007 — 2015 — заведующий Аппаратом президента Туркменистана и общим отделом Кабинета министров Туркменистана.
После 13 июля 2007 года регулярно упоминался в прессе в числе ответственных работников Аппарата Президента Туркменистана, поздравлявших Гурбангулы Бердымухамедова с различными праздниками. В последний раз был упомянут 12 декабря 2015 года. Дальнейшая судьба неизвестна.

## Награды и звания
- Медаль «Гайрат» (2001)